# Филиппинский мюллеров дятел
Филиппинский мюллеров дятел (лат. Mulleripicus funebris) — вид птиц из семейства дятловых. Выделяют три подвида. Эндемик Филиппин.

## Описание
Филиппинский мюллеров дятел достигает длины около 30—32 см и массы от 139 до 183 г. У взрослых самцов номинативного подвида лоб, макушка, уздечка, щёки, скуловая область и передняя часть кроющих перьев ушей тёмно-красного цвета. Иногда видны тёмные основания нескольких перьев. Остальная часть головы и шея чёрные с мелкими белыми крапинками (иногда пятна отсутствуют). Вся верхняя часть тела, включая крылья и хвост, чёрного цвета с голубоватым отливом. Нижняя часть тела немного светлее, угольно-чёрная, без блеска, редко с несколькими маленькими светлыми пятнышками на груди; в изношенном оперении более коричневая и менее блестящая, с меньшим количеством пятен или без них, чёрные основания перьев более заметны на лице. Клюв удлинённый, заострённый, с изогнутым надклювьем, узкий в районе ноздрей, бледно-рогово-жёлтый с черноватым оттенком вдоль гребня и у основания. Радужная оболочка бледно-жёлтая; ноги коричневато-серые. У взрослых самок вся голова черноватая с мелкими белыми пятнами, иногда пятен немного или они отсутствуют. Молодые особи похожи на взрослых, но более тусклые и коричневатые, без блеска, бледные пятна крупнее, но менее резкие; у самцов красное лицо, как у взрослых особей. У подвида P. f. mayri, как правило, более длинные клюв и хвост, чем у номинанта, клюв желтовато-серый или цвета слоновой кости с серым основанием; подвид P. f. parkesi очень похож на номинанта, в среднем немного крупнее, у самцов красный цвет на голове не доходит до макушки.

## Вокализация
Характерная трель «chil-lel-lel-lel-lel-lel», длящаяся около одной секунды и напоминающая свисток футбольного судьи, повторяется с неравномерными интервалами, иногда каждые 5—10 секунд. «Барабанная дробь» мощная, с ускоряющимся ритмом, продолжительностью 1—2 секунды, состоящая из 20 или более ударов.

## Подвиды и распространение
Филиппинский мюллеров дятел является эндемиком Филиппин. Выделяют три подвида:
- Mulleripicus funebris mayri Gilliard, 1949 — север Лусона
- Mulleripicus funebris funebris (Valenciennes, 1826) — центр и юг Лусона, острова Катандуанес и Мариндуке
- Mulleripicus funebris parkesi Manuel, 1958 — остров Полилло

## Места обитания и биология
Филиппинский мюллеров дятел обитает в первичных и вторичных вечнозеленых лесах, на опушках лесов, а также в горных дубовых и сосновых лесах. Встречается от низменностей до высоты 1000 м над уровнем моря, редко и локально до высоты 1600 м.
Биология исследована недостаточно. Филиппинский мюллеров дятел добывает пищу в верхних ярусах леса, выше 20 м от земли, на высоких деревьях, как живых, так и частично или полностью засохших; также спускается в подлесок, на стволы деревьев и крупные сучья. Обычно кормится поодиночке или парами, члены которой поддерживают частые голосовые контакты. Предполагается, что питается в основном древесными беспозвоночными. Сезон размножения на Лусоне и Полилло приходится на март—май. Другой информации нет.